# Tjievrajávrátja (Jokkmokks socken, Lappland, 745105-157752)
Tjievrajávrátja, enligt tidigare ortografi Tjeurajauratjah, är en sjö i Jokkmokks kommun i Lappland och ingår i Luleälvens huvudavrinningsområde. Tjievrajávrátja ligger i Sarek Natura 2000-område.
Sjön som ligger 1 198 meter över havet avvattnas av ett namnlöst biflöde till Sähkokjåhkå och vattnet fortsätter därefter genom Sähkokjåhkå, Standárjåhkå, Gamájåhkå, Lilla Luleälven och Lule älv innan det når havet.
Jávrátja betyder småsjöar på lulesamiska och Tjievrajávrátja är ett samlingsnamn för de fyra närliggande småsjöarna. I Sjöregistret måste varje enskild sjö ha en egen identitet varför varje enskild sjös "sjö-id" läggs till namnet.

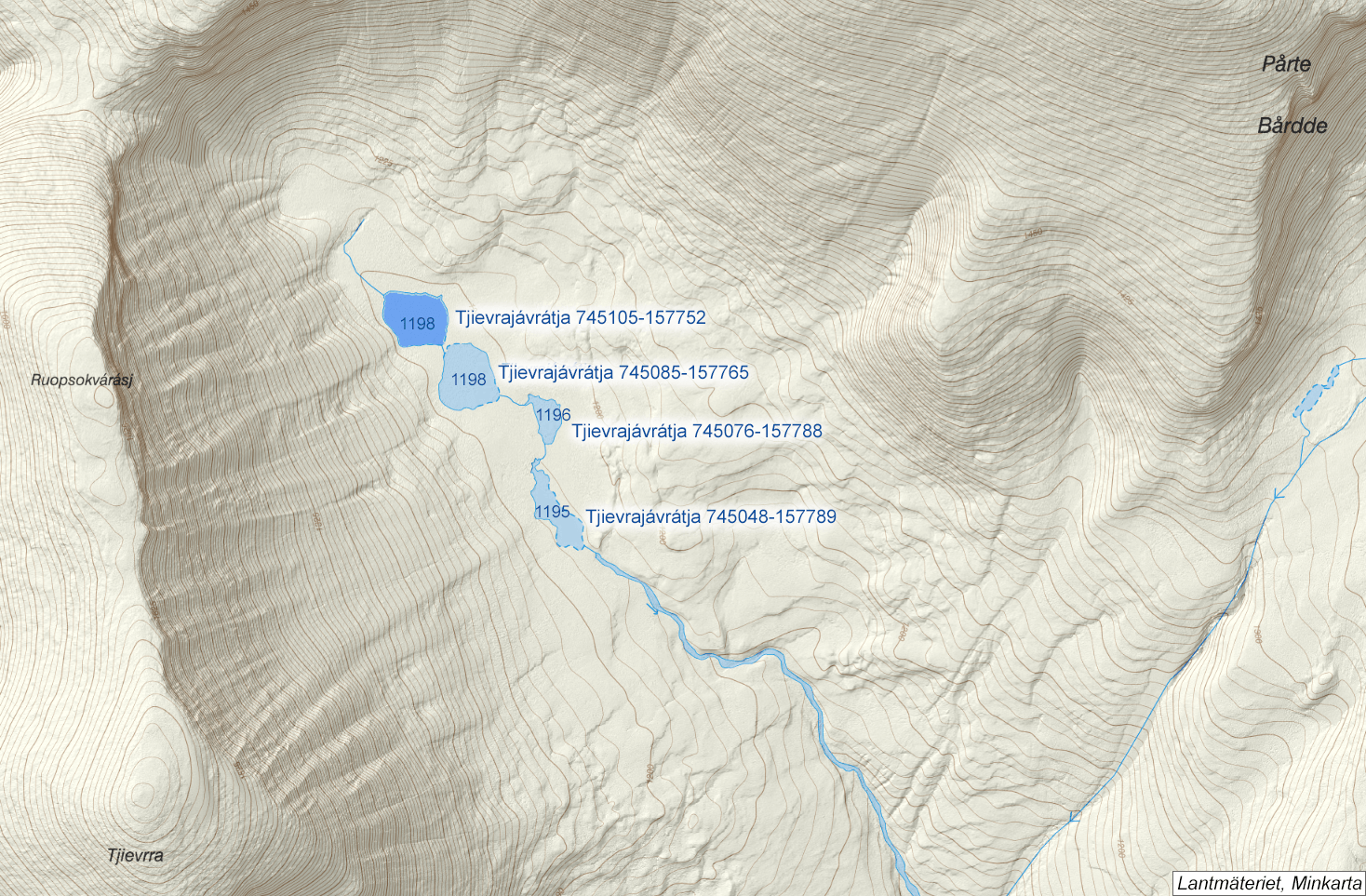
Karta som visar läget av sjön.
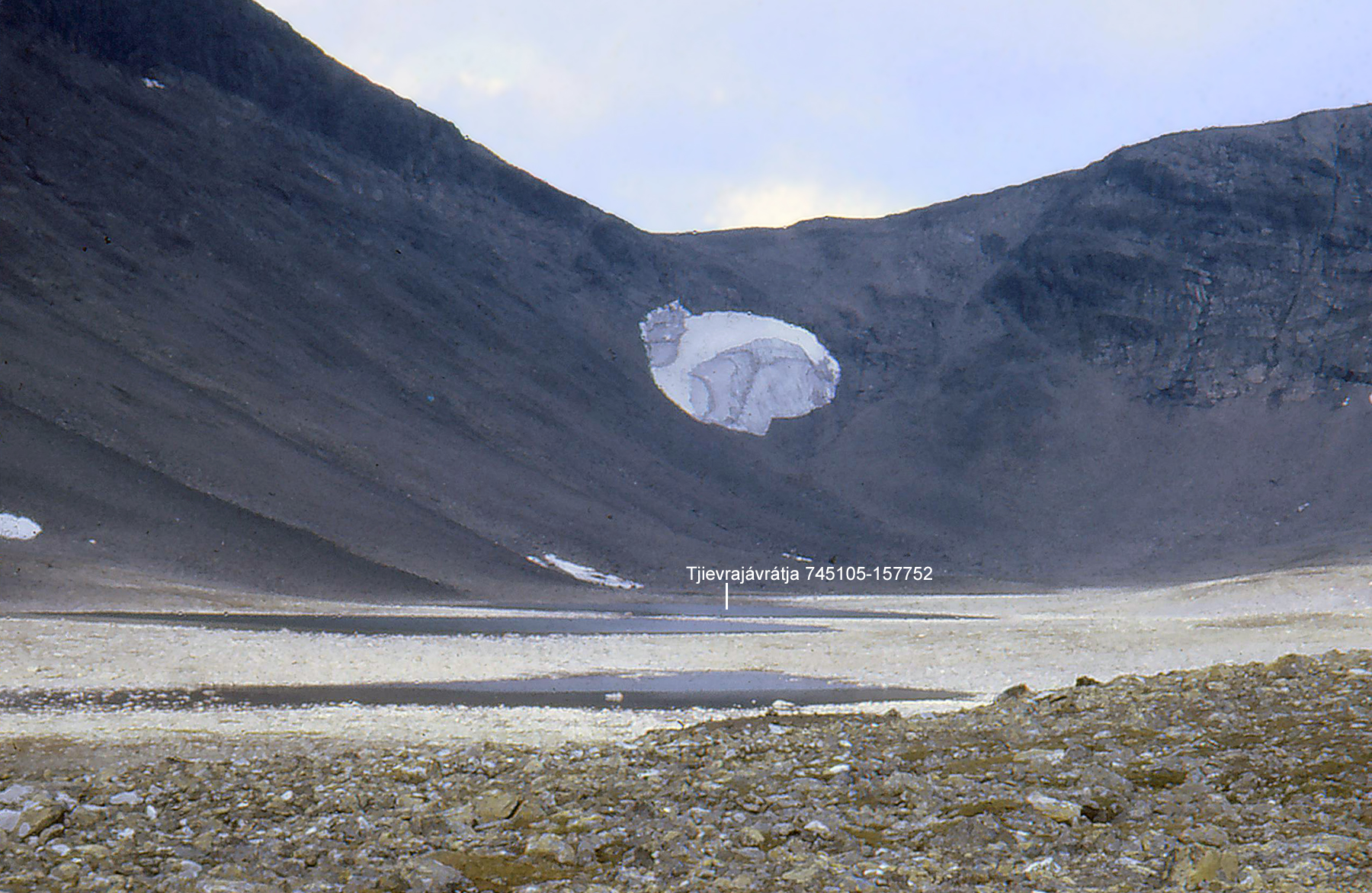
Tjievrajávrátja 745105-157752 är sjön längst bort.
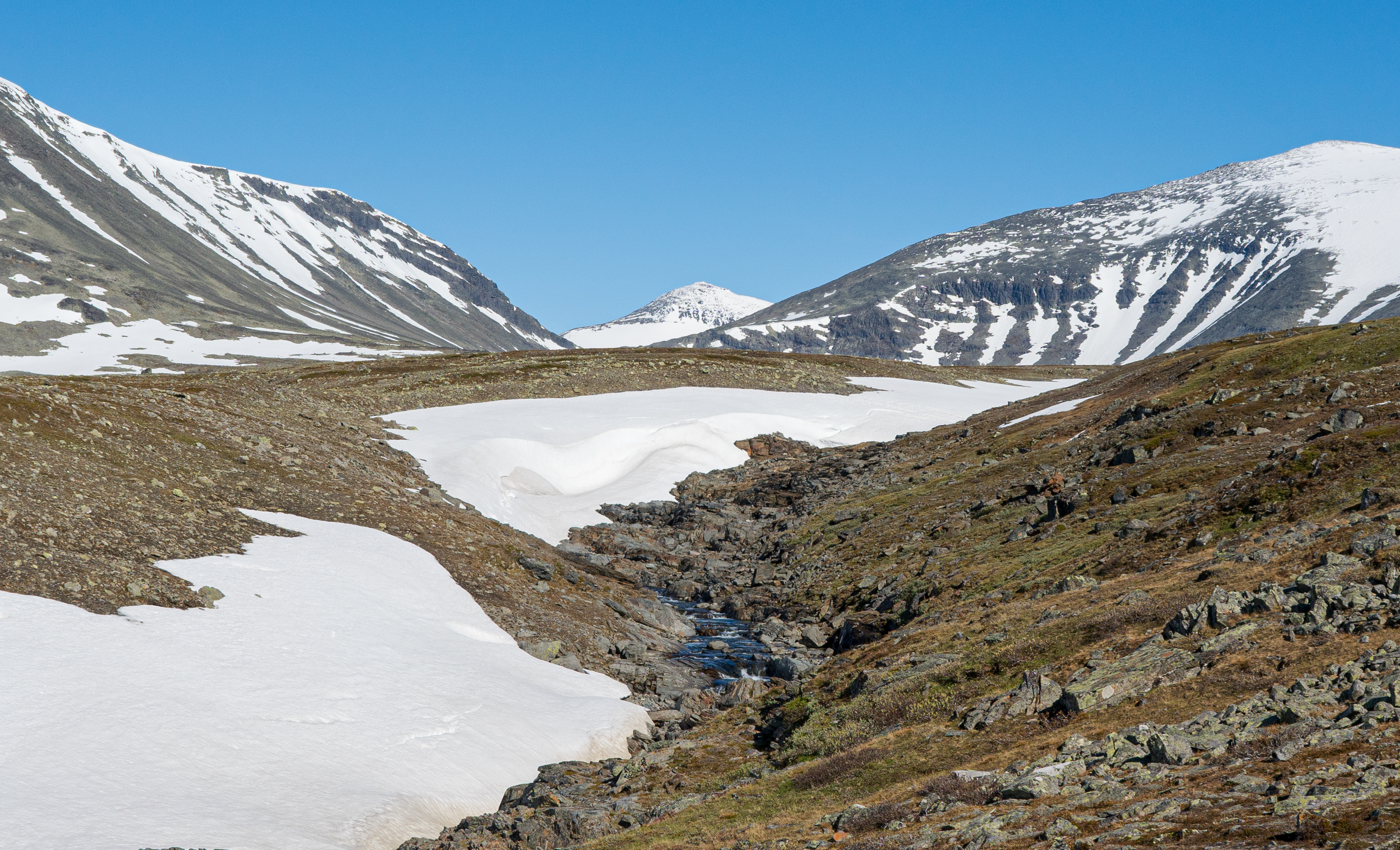
Vattendraget som avvattnar Tjievrajávrátja.